# Campel
Campel is een plaats en voormalige gemeente in het Franse departement Ille-et-Vilaine (regio Bretagne) en telt 403 inwoners (1999). De plaats maakt deel uit van het arrondissement Redon. Op 1 januari 2017 is Campen gefuseerd met de gemeente Maure-de-Bretagne tot de gemeente Val d'Anast. 

## Geografie
De oppervlakte van Campel bedraagt 11,0 km², de bevolkingsdichtheid is 36,6 inwoners per km².
De onderstaande kaart toont de ligging van Campel met de belangrijkste infrastructuur en aangrenzende gemeenten.

## Demografie
Onderstaande figuur toont het verloop van het inwonertal (bron: INSEE-tellingen).